# Custe o Que Custar
Custe o Que Custar (CQC) foi um telejornal humorístico brasileiro, de exibição semanal, exibido pela Rede Bandeirantes de 2008 a 2015, totalizando oito temporadas e 339 episódios. O programa notabilizou-se pelo humor crítico, especialmente nas sátiras políticas e de costumes, um gênero de jornalismo até então pouco explorado no país. Foi vencedor dos principais prêmios de crítica e de público brasileiros, tendo recebido o APCA e o Troféu Imprensa, entre outros. A versão brasileira foi adaptada do original argentino Caiga quien caiga, ganhador do Emmy Awards, em 2010.
Composto por três apresentadores e uma equipe de repórteres, o CQC estreou em 17 de março de 2008 e recebeu críticas positivas da imprensa especializada, tendo sido eleito um dos destaques do ano pelo jornal Folha de S.Paulo.
A linha editorial incitava questões consideradas progressistas na época, especialmente em defesa dos direitos humanos, da conservação ambiental, dos direitos LGBTQI+ e da descriminalização da maconha. A desigualdade socioeconômica e a corrupção política eram outras pautas recorrentes.
Ao longo de oito temporadas, o programa foi alvo de controvérsias e ações judiciais que refletiram em sua liberdade editorial. Em 2015, com um formato desgastado pela saída de integrantes, mudanças do formato original do programa e por um ambiente nacional de crescente radicalização política, o programa perde audiência e deixa a grade de 2016 da Band.

## Antecedentes e produção
Criado por Mario Pergolini e Diego Guebel, Caiga quien caiga foi transmitido pela primeira vez na Argentina pela América TV em 1995. Com o sucesso, o formato passou a ser exportado pela produtora Cuatro Cabezas para outros países da América Latina e chegou ao Brasil no começo de 2008, quando Guebel entra na direção artística da Rede Bandeirantes.
Ainda no começo de 2008, a Band anunciou em um evento a sua nova grade de programação para março, em vias de aumentar a audiência do canal. O pacote de novas atrações incluía a estreia de um novo programa com Daniela Cicarelli, com exibição aos domingos (que posteriormente seria intitulado Quem Pode Mais?), e uma nova linha de shows para o horário nobre, que contavam com as produções nacionais do reality show All Your Need Is Love (produzido com o nome de É o Amor), da Endemol, e do programa humorístico argentino Caiga quien caiga, da então produtora Cuatro Cabezas. Para começar os trabalhos da edição brasileira do humorístico, Guebel e Pergolini inauguraram em fevereiro uma filial da produtora em São Paulo.
Após o anúncio, a equipe do programa teve pouco mais de um mês para escolher o elenco fixo. A maioria do elenco de humoristas foi escolhido durante seus espetáculos de stand-up, como Marco Luque, Danilo Gentili e Rafinha Bastos. Oscar Filho foi descoberto por um produtor através de vídeos de suas apresentações de humor no YouTube. Marcelo Tas foi sondado pela direção da emissora para compor a bancada do programa.

## Formato
O formato, desenvolvido na Argentina, é composto de uma bancada com três apresentadores fixos e um time de repórteres. Satirizando assuntos de interesse público que repercutiram na semana, seus repórteres tem a missão de "perguntar o que ninguém tem coragem" para políticos, anônimos e celebridades, acompanhadas de efeitos gráficos e sonoros colocados estrategicamente.

## Exibição
Custe o Que Custar estreou em 17 de março de 2008, uma segunda-feira, às 22h15, exibido de acordo com o Sistema de Classificação Indicativa Brasileiro como "Não recomendado para menores de 12 anos", ocupando o horário da telessérie britânica Mr. Bean. Desde a estreia, o programa também teve horário alternativo aos sábados, onde eram exibidos os melhores momentos da edição anterior. Em 2012, o TBS Brasil adquiriu 85 episódios do programa (abrangendo a primeira e segunda temporada), sendo reprisada desde então, devido as leis de conteúdo nacional da TV paga.
Ao final de cada temporada, o CQC era substituído por programas especiais que duravam dois meses. Na primeira pausa do programa, a emissora exibiu o especial Band Verão. A partir de 2010, a Band começou a investir em novos formatos com a produtora Cuatro Cabezas para esse período. Por dois anos seguidos, foi exibido o programa É Tudo Improviso. Entre 2012 e 2013, foi exibido o reality show Mulheres Ricas. Em 2014, o espaço foi preenchido com o reality Quem Quer Casar Com Meu Filho?, apresentado por Adriane Galisteu e em 2015, por séries.

### Pausa
A Band, em um comunicado enviado para a imprensa, anunciou que o programa deixaria de ser exibido durante o ano de 2016, definido como um "ano sabático" para o programa, devido aos baixos índices de audiência marcados pela atração em 2015, após a mudança drástica do elenco. Assim, todo o elenco do programa foi dispensado de cumprir os seus contratos vigentes com a rede. Diego Guebel, diretor artístico da Band e criador do programa, justificou que a pausa é necessária para que o programa volte com mais força em 2017. Rafael Cortez afirmou o mesmo que o diretor disse em entrevista ao programa Morning Show, da rádio Jovem Pan, e ainda reforçou que "a maior parte que eles prometeram, sempre cumpriram", referindo-se a promessa da Band de voltar com o programa em 2017.
Dan Stulbach foi o único do elenco que permaneceu como contratado da Band, onde participou de uma série sobre a história do Brasil intitulada Era uma Vez uma História, em coprodução da mesma produtora do CQC, a Eyeworks, e a Cinegroup. Stulbach retornou para a Globo no ano seguinte. O último episódio da temporada de 2015 foi exibido no dia 21 de dezembro, sendo que na semana seguinte, no dia 28, foi exibido um especial com os melhores momentos do programa. O período em que o programa ficará fora do ar foi prorrogado, com a sua volta prevista entre o segundo semestre de 2017 e o começo de 2018.
No final de 2019, surgiram novos rumores de retorno do CQC na Band para 2020, porém a emissora negou oficialmente.

### Temporadas
| Temporada | Temporada | Episódios | Exibição original    | Exibição original       | Exibição original  |
| Temporada | Temporada | Episódios | Estreia de temporada | Último episódio ao vivo | Final de temporada |
| --------- | --------- | --------- | -------------------- | ----------------------- | ------------------ |
|           | 1 (2008)  | 42        | 17 de março          | 22 de dezembro          | 29 de dezembro     |
|           | 2 (2009)  | 44        | 9 de março           | 21 de dezembro          | 28 de dezembro     |
|           | 3 (2010)  | 42        | 15 de março          | 20 de dezembro          | 27 de dezembro     |
|           | 4 (2011)  | 42        | 14 de março          | 19 de dezembro          | 26 de dezembro     |
|           | 5 (2012)  | 42        | 12 de março          | 17 de dezembro          | 24 de dezembro     |
|           | 6 (2013)  | 41        | 18 de março          | 23 de dezembro          | 30 de dezembro     |
|           | 7 (2014)  | 44        | 17 de março          | 22 de dezembro          | 29 de dezembro     |
|           | 8 (2015)  | 44        | 9 de março           | 21 de dezembro          | 28 de dezembro     |

### CQC 3.0
Em vias de reerguer a audiência da oitava temporada, a Band estreou em 27 de abril de 2015 o CQC Clássicos, um spin-off da atração principal onde eram exibidos os melhores momentos das temporadas anteriores. Seu primeiro programa teve apresentação de Lucas Salles e Maurício Meirelles. Durante sua curta duração, o formato chegou a ser alterado, onde também foram adicionados vídeos da internet. Sem obter audiência satisfatória, o formato foi reformulado e renomeado para CQC 3.0, que já foi utilizado para um quadro que era exibido para a internet entre 2010 e 2012. Nesta versão, os apresentadores Erick Krominski e Maurício Meirelles apresentam um pequeno resumo de notícias da semana, tendo como quadros o CQC Clássicos, Vídeos da Internet e o Semana em Fotos. Em outras edições, Erick e Meirelles recebem vloggers e personalidades da internet para participarem de duelos de popularidade.

### Programas relacionados
Com o sucesso do CQC, a Band passou a comprar mais formatos da produtora Cuatro Cabezas, como o E24, exibido em 2009. Além disso, os integrantes do humorístico passaram a apresentar programas solo com os formatos comprados e atrações inéditas com o auxílio da produtora. Em maio de 2010, Rafinha Bastos passou a integrar o elenco do jornalístico A Liga, permanecendo por três temporadas. Em julho do mesmo ano, Marco Luque passou a comandar o talk show O Formigueiro, que devido aos baixos índices de audiência, foi encerrado no final do ano com uma temporada inédita. Em junho de 2011, Danilo Gentili passou a comandar o late-night Agora É Tarde, fazendo com que o humorista deixasse o elenco do CQC no ano seguinte. Após duas temporadas de sucesso, Gentili levou seu elenco para o SBT e no fim de 2013 assinou contrato para apresentar o The Noite com Danilo Gentili.  A atitude fez com que a Band colocasse Rafinha Bastos em seu lugar na temporada de 2014, sendo assim até seu encerramento, em março de 2015. Bastos, que tinha saído do programa em 2011, acabou sendo contratado pela RedeTV! e apresentou em 2012 o Saturday Night Live, versão brasileira do programa estadunidense homônimo. A contratação do humorista foi feita para suprir a falta que a equipe do Pânico na TV fez na emissora depois de sua transferência para a Band. Paralelamente, para o canal pago FX, criou a série A Vida de Rafinha Bastos, baseada em um futuro no qual ele é preso depois do processo movido por uma piada feita por ele com a cantora Wanessa Camargo durante uma edição do CQC (ver seção "Controvérsias").
Em junho de 2012, Felipe Andreoli passou a apresentar o esportivo Deu Olé!, que durou até julho de 2013. No mês seguinte, Marcelo Tas passou a apresentar o Conversa de Gente Grande, que durou até agosto, com promessa de segunda temporada para 2013.

## Marcas registradas

### Vinheta de abertura
A vinheta de abertura é protagonizada pelos apresentadores da temporada, acompanhados (ou não) por efeitos gráficos e anunciantes. A vinheta apresenta como trilha a versão Satan In High Heels Mix da música "Electric Head, Pt.1", da banda de heavy metal White Zombie.

### Efeitos gráficos
Os efeitos gráficos do programa é um dos diferenciais da atração. Satirizando assuntos e informações apresentadas, eles são inseridos entre entrevistados ou em posições estratégicas no vídeo, seja em matérias com celebridades até em pautas formais, como reportagens em Brasília e quadros de prestação de serviço como o Proteste Já.
No entanto, a resolução 23.191/09 do Tribunal Superior Eleitoral (TSE), proibiu "trucagem, montagem e recursos que possam ridicularizar candidatos, partidos políticos ou coligações" em coberturas jornalísticas, atingindo diretamente esse ponto do CQC em 2010, durante a cobertura das eleições daquele ano. Em agosto do mesmo ano, a resolução foi derrubada após protestos de humoristas.

### Figurino

O elenco de 2011 (formação clássica) do programa caracterizado com o uniforme padrão.

Composto por terno, gravata fina e óculos escuros, o figurino do programa se tornou uma de suas das características principais. Por conta disso, os integrantes foram apelidados de Homens de Preto (embora a inspiração original tenha sido o filme Cães de Aluguel). A imagem dos integrantes também era representada por um símbolo: a mosca, que foi usada até a quarta temporada (2011).
Os óculos escuros já foram entregues pelos repórteres a celebridades entrevistadas, como o ator Arnold Schwarzenegger, o apresentador Silvio Santos e o então presidente da Venezuela, Hugo Chávez.

## Quadros
Uma das características do CQC era ter quadros fixos ou sazonais. Entre os mais populares estavam o Repórter Inexperiente - que lançou Danilo Gentili -, o Proteste Já, o Controle de Qualidade e o Top Five.

## Elenco
De 2008 a 2015 o elenco do CQC teve 16 integrantes fixos, sendo 7 apresentadores e 9 repórteres ao longo de oito temporadas. Entre os seus dois últimos anos, o programa sofreu o maior número de reformulações, onde cinco integrantes foram adicionados ao programa e sete deixaram o elenco ou foram dispensados pela Band.

### Apresentadores
A primeira temporada do CQC (2008) contou com a apresentação de Marcelo Tas, ao lado de Marco Luque e Rafinha Bastos. Na metade da quarta temporada (2011), Bastos é suspenso do programa e repórteres do elenco passaram a revezar seu espaço, sendo Monica Iozzi, Oscar Filho, Felipe Andreoli e Rafael Cortez os substitutos. Na temporada seguinte (2012), Filho é fixado na bancada do programa, onde permanece até a sexta temporada (2013). Na sétima (2014), Dani Calabresa deixa as reportagens e assume a bancada. Em sua oitava temporada (2015), Tas e Calabresa deixam o programa e são substituídos por Cortez e o recém contratado Dan Stulbach.
Em ocasiões excepcionais, personalidades foram convidadas para apresentar o programa no lugar de seus representantes oficiais, como Datena, Luciana Gimenez, Ivete Sangalo e Ana Paula Padrão.
| Apresentador   | Período     |
| -------------- | ----------- |
| Marcelo Tas    | 2008 - 2014 |
| Marco Luque    | 2008 - 2015 |
| Rafinha Bastos | 2008 - 2011 |
| Oscar Filho    | 2012 - 2013 |
| Dani Calabresa | 2014        |
| Dan Stulbach   | 2015        |
| Rafael Cortez  | 2015        |

### Repórteres
O elenco de repórteres do CQC era composto em sua primeira temporada por Danilo Gentili, Oscar Filho, Felipe Andreoli e Rafael Cortez. Em 2009, no concurso de oitavo integrante, a atriz Monica Iozzi entra para a equipe e passa a fazer reportagens em Brasília, substituindo Gentili nesta função e em 2011, Maurício Meirelles entra no programa para substituí-lo em sua vaga. Em 2012, Cortez deixa o programa e assina contrato com a Rede Record para apresentar um talent show, voltando em 2015 para a bancada. No mesmo ano, Ronald Rios entra para substituir a vaga deixada.
Em 2013, o produtor Guga Noblat assume a reportagem e Dani Calabresa começa a fazer reportagens individuais. Em 2014, Naty Graciano e Lucas Salles são inclusos ao quadro de repórteres, sendo a primeira permanecendo somente este ano. Também no mesmo ano, Noblat e Rios são dispensados do programa. Na última reformulação, ocorrida na oitava temporada, Erick Krominski e Juliano Dip são contratados, permanecendo até o seu fim.
Humoristas e outras personalidades artísticas também viraram repórteres por um curto período, como Warley Santana - que comandou um quadro no final da primeira temporada -, João Pedro Carvalho - o "repórter mirim" da quinta temporada -, além de Lucas Lucco, Tomer Savoia e Aline Riscado.
| Repórter           | Período     | Função                                                                            | Motivo de saída                                    | Ref.   |
| ------------------ | ----------- | --------------------------------------------------------------------------------- | -------------------------------------------------- | ------ |
| Danilo Gentili     | 2008 - 2011 | Reportagens de Brasília e comando do quadro Proteste Já.                          | Passou a comandar o Agora É Tarde em 2011.         |        |
| Oscar Filho        | 2008 - 2014 | Reportagens em geral, comandando também os quadros Proteste Já e Elefante Branco. | Passou a apresentar o programa.                    |        |
| Felipe Andreoli    | 2008 - 2014 | Reportagens em geral e coberturas esportivas.                                     | Deixou a emissora.                                 |        |
| Rafael Cortez      | 2008 - 2012 | Reportagens em geral e o quadro CQTeste.                                          | Deixou a emissora, retornando ao programa em 2015. |        |
| Warley Santana     | 2008        | Apresentador do quadro Assessor de Imprensa.                                      | Dispensado pela emissora.                          |        |
| Monica Iozzi       | 2009 - 2013 | Reportagens em geral e cobertura política.                                        | Deixou a emissora.                                 |        |
| Maurício Meirelles | 2011 - 2015 | Reportagens em geral.                                                             | Ficou até o final do programa.                     | [ 89 ] |
| Ronald Rios        | 2012 - 2014 | Reportagens em geral.                                                             | Dispensado pela emissora.                          |        |
| Guga Noblat        | 2013 - 2014 | Reportagens em geral.                                                             | Dispensado pela emissora.                          |        |
| Naty Graciano      | 2014        | Reportagens em geral.                                                             | Dispensada pela emissora.                          |        |
| Lucas Salles       | 2014 - 2015 | Reportagens em geral.                                                             | Ficou até o final do programa.                     |        |
| Erick Krominski    | 2015        | Reportagens em geral e comando do CQC 3.0.                                        | Ficou até o final do programa.                     | [ 90 ] |
| Juliano Dip        | 2015        | Reportagens em geral                                                              | Ficou até o final do programa.                     |        |

Linha do tempo

### Equipe de Produção
- Diego Barredo - Gerência de produção
- Maxi García Solla & Diego Pignataro - Direção geral
- Marcelo Salinas - Coordenação-geral de conteúdo
- Juliana Foresti - Coordenadora de produção
- Juliana Dantas - Coordenadora de produção
- Gastón Turiel - Coordenador Proteste Já
- Juliana Francini - Pauta
- Ignacio Iglesias - Coordenador (SAC - Testes - Simuladores)
- Daniel Cronfli (Bolivia) - Diretor de externa
- Adriana Alves - Produtora de conteúdo Proteste JÁ
- Eduardo Rondon - Produtor de conteúdo Proteste JÁ
- Fernanda Segura - Produtora de conteúdo (SAC - Testes - Simuladores)
- Glauber Magalhães - Produtor de externa (SAC - Testes - Simuladores)
- Douglas Costa - Diretor de Externa
- Pedro Perondi - Assistente de Produção
- Ruggiero Antonucci de Sá - Produtor (externa & edição)
- Gus Fernandes - Diretor de externa
- Diego Delari - Diretor de externa
- Filippo Cecilio - Diretor de externa
- Beatriz Gavia - Assistente de produção
- Débora Barroso - Produtora de logística
- Amanda Bomtempi - Assistente de produção
- Camila Colombo - Produção de convidados
- Danilo Nakamura - Roteirista Chefe
- Marco Aurélio Gois dos Santos - Roteirista Chefe
- Alexandre Nix - Roteiristas
- Yuri Cruz Costa - Roteirista
- Fabio Gueré - Roteirista
- Marcelo Zorzarelli - Roteirista
- Rafael Marinho - Roteirista
- Felipe Haliday - Roteirista

## Lançamento e repercussão

### Audiência
Anunciada como uma "aposta" da Band para conquistar maior audiência em sua linha de shows, sua estreia em 17 de março de 2008 registrou apenas dois pontos de audiência, ficando na quarta colocação. O índice foi considerado baixo comparado com o programa antecessor, que registrava três pontos. Na semana seguinte, subiu um ponto. No décimo primeiro programa, o CQC registrou a sua melhor marca, ficando pela primeira vez na terceira colocação com seis pontos de audiência, e máxima de oito pontos. Em junho, o programa estava registrando índices de quatro pontos de média, empatando com o Jornal da Band com a segunda maior audiência da emissora. Em 18 de agosto, o programa registrou sete pontos com máxima de 8, superando a marca conquistada no décimo programa. A temporada obteve média de 5 pontos.
A temporada de 2009 teve média geral de 5,9 pontos, registrando as maiores audiências em 9 de novembro (6,5 pontos de média com máxima de 9) - na exibição de matéria de Danilo Gentili em Assis (SP), onde foi detido -, e em 7 de dezembro (6 pontos de média com máxima de 10) Em 2011, a média geral foi de 5,3 pontos. A partir de 2012, o programa começou a decair em seus números, obtendo neste ano uma média geral de 4,1 pontos. Em 2014, o programa teve 3,1 pontos de média geral e em sua última temporada exibida, encerrou com a menor audiência de suas temporadas: 2,3 pontos. A queda foi atribuída as diversas reformulações no elenco, iniciadas em 2011 com a saída de Rafinha Bastos. Cristina Padiglione, do jornal O Estado de S. Paulo, relacionou a baixa audiência com a retirada "das peças essenciais da formação do programa - Bastos e Danilo Gentili -", que já estavam fora do elenco desde 2012. Mauricio Stycer, em seu blog no portal UOL, também atribuiu a queda no ibope com a troca de apresentadores.

### Análise da crítica
Com diversas comparações ao Pânico na TV em seu começo, o CQC foi bem recebido pela crítica especializada. Em matéria publicada em abril pela jornalista Laura Mattos, do jornal Folha de S.Paulo, ela analisa o novo panorama do humor televisivo com a ascensão de novos formatos, como o 15 Minutos, da MTV Brasil, que tentam "se diferenciar do estilo criado pelo "Pânico"", completando que: "Na TV, eles estão buscando um humor mais elaborado e indireto, a fim de não cair no escracho cru do "Pânico". Ao final do ano, a Folha colocou o CQC entre os destaques de 2008.
| “ | No "CQC", buscamos uma piada mais indireta, ligada a fatos, e fazemos perguntas a celebridades e políticos que outros repórteres não teriam coragem de fazer. A intenção não é sacanear a pessoa por ser careca ou argentina. (...) E o objetivo não é irritar a celebridade, mas fazer com que entre no jogo. Espero que Babenco tenha sido o último [a reagir com agressividade]. | ” |

Em 2009, o programa manteve a avaliação positiva da crítica. No entanto, com a escolha da oitava integrante Monica Iozzi, seu desempenho durante as suas primeiras reportagens foi observado. Já na terceira temporada, Iozzi passou a ser bem avaliada por suas reportagens em Brasília, cuja função era de Danilo Gentili. Neste ano, o CQC foi eleito o melhor programa da televisão brasileira, através de enquete promovida pela Comissão de Direitos Humanos e Minorias (CDHM) da Câmara dos Deputados como parte da campanha "Quem Financia a Baixaria é Contra a Cidadania".
Apesar das boas avaliações, o programa foi criticado por integrantes do humorístico Casseta & Planeta Urgente, da Rede Globo em dois momentos. Em 2008, a atriz Maria Paula elogiou o âncora Marcelo Tas, mas achava o CQC como um todo "meio chatinho". Em 2011, com o Casseta fora do ar, o diretor José Lavigne afirmou em entrevista que o CQC é "muito segmentado".

### Controvérsias
A história do programa ficou marcada por sua abordagem política dos fatos semanais e de seu humor considerado "ácido", que por várias vezes renderam conflitos com políticos e celebridades, alguns deles influenciando sob a liberdade editorial do programa. O CQC já foi alvo de ações judiciais, avaliações negativas de outros humoristas, comparações com outros programas do gênero, ofensas e agressões físicas aos repórteres do elenco e produção. No primeiro ano, o programa foi impedido de gravar no Congresso Nacional devido à pressão de políticos incomodados com perguntas feitas por Danilo Gentili - o repórter das coberturas em Brasília -, revertida por uma petição criada pela emissora. Em 2009 e 2010, Gentili foi detido por policiais civis em Assis (SP) e, ao assumir o quadro Proteste Já, causou confusão em prefeituras por duas vezes seguidas.
O "caso Wanessa", ocorrido em 2011, foi o primeiro a provocar mudanças em sua equipe. Após a piada que Rafinha Bastos fez com a cantora, a emissora suspendeu-o por tempo indeterminado. Posteriormente, Bastos pediu demissão. A saída do humorista é apontada pela imprensa como um dos motivos que levaram o formato a um desgaste gradual, que se estendeu ao longo das temporadas seguintes.
Declarações feitas por entrevistados também provocaram polêmicas fora da atração. A mais notável foi a participação do deputado Jair Bolsonaro no quadro O Povo Quer Saber (2011). Bolsonaro se posicionou contra os movimentos que fazem apologia à homossexualidade e à bissexualidade. Disse que seu filho, com "boa educação e um pai presente", "não corre o risco" de se tornar homossexual, e que desfiles gays são "promoção de maus costumes". Ao ser perguntado pela cantora Preta Gil sobre o que faria se seu filho caso apaixonasse por uma garota negra, Bolsonaro disse que "não discutiria promiscuidade" e que "não corre esse risco porque seus filhos foram muito bem educados", uma das declarações que mais causou polêmica na entrevista. No dia seguinte, afirmou que a resposta a cantora fora um "mal entendido". Dado a repercussão da entrevista, o programa reapresentou trechos no programa seguinte e vários processos por quebra de decoro e racismo foram abertos, incluindo uma ação da própria Preta Gil.

## Prêmios, indicações e homenagens
De 2008 a 2013 o CQC recebeu vinte nomeações em oito premiações diferentes, obtendo quinze vitórias, sendo que em três delas - concorrendo ao Troféu Imprensa de melhor programa humorístico - empatou a vitória com o Pânico na TV (2010, 2012) e o Show do Tom (2011). Na última indicação, Monica Iozzi venceu a categoria "Melhor repórter".
Em 2011 o programa recebeu uma homenagem em quadrinhos do cartunista Maurício de Sousa.

### Prêmios
Abaixo, segue a lista de prêmios e indicações do programa e seus integrantes:
| Ano  | Prêmio                             | Categoria                   | Indicação              | Resultado                         | Ref.    |
| ---- | ---------------------------------- | --------------------------- | ---------------------- | --------------------------------- | ------- |
| 2008 | Prêmio APCA                        | Melhor programa humorístico | CQC                    | Venceu                            | [ 112 ] |
| 2008 | Prêmio Contigo                     | Programa humorístico        | CQC                    | Venceu                            | [ 113 ] |
| 2008 | Prêmio About Mídia                 | —                           | CQC                    | Venceu                            |         |
| 2008 | Prêmio Arte Qualidade Brasil       | Programa humorístico        | CQC                    | Venceu                            | [ 114 ] |
| 2008 | Prêmio Tudo de Bom! (Jornal O Dia) | —                           | CQC                    | Venceu                            |         |
| 2008 | Prêmio Extra de Televisão          | Melhor humorístico          | CQC                    | Indicado                          |         |
| 2008 | Prêmio Extra de Televisão          | Melhor revelação masculina  | Danilo Gentili por CQC | Indicado                          | [ 115 ] |
| 2009 | Troféu Imprensa                    | Melhor programa humorístico | CQC                    | Venceu                            | [ 116 ] |
| 2009 | Prêmio Arte Qualidade Brasil       | Programa humorístico        | CQC                    | Venceu                            | [ 117 ] |
| 2009 | Prêmio Extra de Televisão          | Melhor Humorístico          | CQC                    | Venceu                            |         |
| 2009 | Prêmio Contigo                     | Programa humorístico        | CQC                    | Venceu                            | [ 118 ] |
| 2010 | Troféu Imprensa                    | Melhor programa humorístico | CQC                    | Venceu (junto com o Pânico na TV) | [ 119 ] |
| 2010 | Prêmio Arte Qualidade Brasil       | Melhor programa humorístico | CQC                    | Venceu                            | [ 120 ] |
| 2010 | Prêmio Extra de Televisão          | Melhor humorístico          | CQC                    | Indicado                          |         |
| 2011 | Troféu Imprensa                    | Melhor programa humorístico | CQC                    | Venceu (junto com o Show do Tom)  | [ 121 ] |
| 2011 | Prêmio Extra de Televisão          | Melhor humorístico          | CQC                    | Indicado                          | [ 122 ] |
| 2011 | Prêmio Arte Qualidade Brasil       | Melhor programa humorístico | CQC                    | Venceu                            | [ 123 ] |
| 2012 | Troféu Imprensa                    | Melhor programa humorístico | CQC                    | Venceu (junto com o Pânico na TV) | [ 124 ] |
| 2013 | Troféu Imprensa                    | Melhor programa humorístico | CQC                    | Indicado                          |         |
| 2013 | Prêmio Jovem Brasileiro            | Melhor repórter             | Monica Iozzi por CQC   | Venceu                            | [ 125 ] |

### Prêmiações digitais
Em votação promovida pelo site UOL através do prêmio "Melhores do Ano de PopTevê", o programa havia sido indicado entre 2008 e 2009, vencendo nesses dois anos a categoria "Melhor programa de TV". Em 2011, ficou na segunda colocação. Em 2015 - com a premiação renomeada "Troféu UOL" - o CQC apareceu na sétima colocação, com 5,5% de votos.
| Ano  | Site responsável       | Categoria                | Indicação          | Resultado          |
| ---- | ---------------------- | ------------------------ | ------------------ | ------------------ |
| 2008 | UOL PopTevê Troféu UOL | Melhor programa de TV    | Custe o Que Custar | Primeira colocação |
| 2009 | UOL PopTevê Troféu UOL | Melhor programa de TV    | Custe o Que Custar | Primeira colocação |
| 2011 | UOL PopTevê Troféu UOL | Melhor programa de TV    | Custe o Que Custar | Segunda colocação  |
| 2015 | UOL PopTevê Troféu UOL | Melhor programa de humor | Custe o Que Custar | Sétima colocação   |

## Versões
A versão original Caiga quien caiga foi produzida e exibida pela primeira vez em 1995 pelo canal América TV, sendo encerrado em 1999. Em 2002, o programa retornou no canal El Trece, permanecendo até 2005, quando a emissora contrata o apresentador Marcelo Tinelli, que era alvo constante de críticas pelos humoristas do CQC e o mesmo ter atrito com o produtor Mario Pergolini. O programa e todos os produtores da Cuatro Cabezas assinam contrato com a Telefe no mesmo ano. Em 2012, os baixos índices de audiência motivaram uma nova troca de emissora, desta vez de volta ao seu canal de origem. Em 2013, o programa retorna ao Trece, permanecendo até 2014, quando a produtora Eyeworks anuncia uma pausa no formato, sem previsão de retorno.